# Bircza (gmina w województwie rzeszowskim)
Bircza – dawna gmina wiejska istniejąca w latach 1934–1939 i 1941–1954 w woj. lwowskim i rzeszowskim (dzisiejsze woj. podkarpackie). Siedzibą władz gminy była Bircza.
Gminę zbiorową Bircza utworzono 1 sierpnia 1934 roku w województwie lwowskim, w powiecie dobromilskim, z dotychczasowych jednostkowych gmin wiejskich: Bircza, Bircza Stara, Boguszówka, Brzeżawa, Brzuska, Dobrzanka, Huta Brzuska, Jasienica Sufczyńska, Korzeniec, Krajna, Lipa, Leszczawa Dolna, Łodzinka Górna, Łomna, Malawa, Nowa Wieś, Rudawka ad Bircza, Sufczyna i Wola Korzeniecka. 1 kwietnia 1939 roku z gminy Bircza wyłączono gromady Brzeżawa i Lipa, włączając je do sąsiedniej gminy Żohatyn.
17 stycznia 1940 roku gmina (znacznie powiększona) weszła w struktury administracyjne ZSRR jako rejon birczański obwodu drohobyckiego. Od 3 listopada 1941 roku do lipca 1944 roku jednostka funkcjonowała jako Landgemeinde Bircza w składzie Landkreis Przemysl.
W 1944 roku gminę przyłączono do powiatu przemyskiego. Gmina weszła w skład utworzonego 18 sierpnia 1945 woj. rzeszowskiego. Według stanu z dnia 1 lipca 1952 roku gmina składała się z 15 gromad: Bircza, Bircza Stara, Boguszówka, Brzuska, Huta Brzuska, Jasienica Sufczyńska, Korzeniec, Krajna, Leszczawa Dolna, Łodzinka Górna, Łomna, Nowa Wieś, Rudawka ad Bircza, Sufczyna i Wola Korzeniecka. Jednostkę zniesiono 29 września 1954 roku wraz z reformą wprowadzającą gromady w miejsce gmin.
Jednostkę przywrócono w tymże powiecie i województwie 1 stycznia 1973 roku po reaktywowaniu gmin, jednak znacznie powiększoną – doszły Cisowa z gminy Krasiczyn (odłączona z powrotem w 1993); Łodzinka Dolna z gminy Rybotycze; Kuźmina, Leszczawa Górna, Leszczawka i Roztoka z gminy Kuźmina; Borownica, Jawornik Ruski, Kotów, Żohatyn z gminy Żohatyn. 1 czerwca 1975 roku terytorialnie zwiększona gmina Bircza weszła w skład nowo utworzonego woj. przemyskiego.